# Том Форд (снукерист)
То́м Фо́рд (англ. Tom Ford) - англійський професіональний гравець у снукер. 
Форд став професіоналом у 2001 році, але виграв свій перший рейтинговий титул лише у 2024 році на Snooker Shoot Out. Крім цього, Том зробив п’ять максимальних брейків (147 очок) та понад 250 сенчурі-брейків.

## Віхи кар'єри
2007 рік. Робить перший максимальний брейк на Гран-прі в Абердіні, в матчі проти Стіва Девіса.
2010 рік. Перемагає на турнірі Players Tour Championship у Шеффілді, перемігши у фіналі Джека Лісовскі з рахунком 4-0. Дебютує в Крусіблі, програвши Марку Аллену.
2011 рік. Виграє ще один турнір Players Tour Championship у Шеффілді, випередивши Мартіна Гулда з рахунком 4-3. Вперше пробивається в топ-32.
2016 рік. Доходить до свого першого рейтингового фіналу на Paul Hunter Classic у Німеччині, але прогає там 2-4 Марку Селбі.
2019 рік. Робить четвертий і п’ятий 147 у своїй кар’єрі, ставши одним із семи гравців, які досягли більше чотирьох максимумів.
2023 рік. Виходить у свій другий рейтинговий фінал на German Masters, обігравши Джека Лісовскі з рахунком 6-5 у півфіналі, а потім програвши 3-10 Алі Картеру. Також доходить до фіналу на International Championship, але програє Аньді Чжану з рахунком 6-10.
2014 рік. Уперше бере участь у змаганнях на Чемпіонаті світу в Крусібле в якості сіяного гравця та вперше виграє матч на цьому майданчику, перемігши Ріккі Волдена, перш ніж програти Джадду Трампу в 1/8 фіналу. Виграє свій перший рейтинговий титул на Snooker Shootout, у фіналі переміг Ліама Грема.

## Особисте життя
Том Форд одружений, дружину звати Кайрен.